# Cristiano Cervato
Cristiano Cervato (Carmignano di Brenta, 19 ottobre 1935 – Carmignano di Brenta, 21 marzo 2017) è stato un calciatore italiano, di ruolo terzino.

## Carriera
Cresciuto nella squadra del paese natale, nel 1954 approda al Treviso.
Nel 1959 si trasferisce al Padova dove rimane per dieci stagioni, le prime tre in Serie A e le successive in Serie B.
Chiude la carriera nel 1970, dopo un anno trascorso nel Montebelluna, partecipante al campionato di Serie D.
In carriera ha totalizzato complessivamente 86 presenze in Serie A e 154 presenze e 3 reti in Serie B.